# Compétitions artistiques aux Jeux olympiques
Les compétitions artistiques ont fait partie des Jeux olympiques modernes de 1912 à 1948, sur une idée du fondateur des Jeux, Pierre de Coubertin. Des médailles étaient décernées pour des œuvres d'art ayant un lien avec le sport, et ce dans cinq catégories (le « pentathlon des muses ») : l'architecture, la littérature, la musique, la peinture et la sculpture,.
Ces compétitions sont abandonnées en 1954 car les artistes devenaient professionnels tandis que les athlètes olympiques se devaient d'être amateurs selon les critères olympiques en vigueur.

## Histoire
Avec la fondation du Comité international olympique (CIO) en 1894 et la célébration des premiers Jeux olympiques modernes, l'historien et pédagogue français Pierre de Coubertin voit ses rêves se réaliser : des hommes « bien dans leur tête et dans leur corps » qui se confrontent sur un terrain de sport plutôt que sur un champ de bataille. Un des autres souhaits de Coubertin est de combiner le sport et l'art ; pour ce faire, il souhaite donc intégrer l'art dans les Jeux olympiques.
En mai 1906, Coubertin organise à Paris une rencontre entre les membres du CIO et des représentants d'organisations artistiques à l'occasion de laquelle la décision est prise d'organiser des compétitions artistiques aux JO. Répartis en cinq catégories (architecture, littérature, musique, peinture et sculpture), les travaux doivent s'inspirer entièrement du sport.
Il est d'abord prévu d'organiser ces compétitions artistiques pour les Jeux olympiques de 1908 à Rome, mais les organisateurs italiens font face à des problèmes financiers et se voient forcés d'abandonner les JO. En 1907, le CIO désigne alors Londres comme nouvelle ville hôte des Jeux de 1908 et le manque de temps entraîne l'abandon des épreuves artistiques.
Pierre de Coubertin n'abandonne pas son objectif et insiste pour faire inclure les événements artistiques dans le programme des Jeux olympiques de 1912 de Stockholm. Bien que les Suédois se soient initialement montrés réticents, ils finissent par accepter. Le nombre de participants est très faible avec seulement 35 artistes engagés ; néanmoins des médailles sont attribuées dans les 5 catégories (le « pentathlon des muses »).
Lors des Jeux olympiques de 1920, organisés dans une Belgique ravagée par la Première Guerre mondiale, les concours d'art sont à nouveau au programme mais ne prennent toujours pas une grande importance, à la différence des Jeux de 1924 à Paris, où la compétition est dès le départ prise au sérieux avec 193 candidats. En France, 23 pays sont représentés et 189 œuvres sont exposées au public et soumises aux délibérations du jury. Parmi les artistes, figurent trois artistes soviétiques, bien que l'URSS ne prenne pas part aux Jeux, que ce pays voit comme un « festival bourgeois ».
L'importance de ces compétitions croît lors des Jeux de 1928 à Amsterdam, où plus de 1 150 œuvres d'art sont exposées au Stedelijk Museum, sans compter les travaux en littérature, musique et architecture. Les artistes ont la permission de vendre leurs œuvres à la fin de l'exposition, ce qui crée une polémique en raison de l'amateurisme prôné par le CIO. D'autre part, le nombre d'épreuves a aussi augmenté, quatre des cinq catégories artistiques ayant modifié leur programme pour cette édition.
Pour des raisons économiques et géographiques, la participation aux compétitions sportives à Los Angeles lors des Jeux 1932 fut plus faible qu'en 1928. Cependant, les compétitions artistiques ne souffrent pas de ce problème, la participation étant à peu près identique à celle de l'édition précédente. L'exposition attire 384 000 visiteurs au Musée des sciences, de l'histoire et de l'art[Lequel ?] de Los Angeles. Les concours artistiques sont aussi présents lors des Jeux de 1936 à Berlin et ceux de 1948 à Londres, avec un succès raisonnable, même si le nombre de participants baisse considérablement durant ces deux éditions.
En 1949, un rapport, présenté lors d'une réunion du CIO à Rome, affirme que quasiment tous les participants aux compétitions artistiques sont professionnels et que de ce fait, les concours devraient être supprimés et remplacés par une exposition sans prix ni médailles. Ce rapport déclenche un grand débat au sein du CIO. En 1951, l'organisme décide de réintégrer les compétitions artistiques lors des Jeux olympiques de 1952 à Helsinki. Néanmoins, les organisateurs finlandais mettent en avant le manque de temps ; ni exposition ni concours d'art ne sont donc organisés lors de ces Jeux.
Ce sujet continue d'être débattu au sein du CIO et, lors de la 49e session du CIO se tenant à Athènes, les membres votent pour remplacer les compétitions par une exposition pour les futurs Jeux olympiques. Diverses tentatives de réinsertion de ces compétitions ont lieu par la suite, mais sans succès.
Depuis, les Jeux olympiques ont des liens avec l'art à travers des expositions. La charte olympique établit en effet que les organisateurs doivent inclure un programme d'événements culturels pour promouvoir les relations humaines, l'entente mutuelle et l'amitié entre les participants lors des Jeux olympiques.

## Compétitions
(décembre 2018).
De 1912 à 1948, les règles de l'épreuve d'art évoluent, mais leur essence ne change pas. Toutes les œuvres d'art des participants doivent être inspirées par le sport et être originales (aucune réplique ne doit avoir été faite avant la compétition). Comme pour les concours sportifs, les meilleurs travaux sont récompensés par des médailles d'or, d'argent et de bronze, bien qu'elles ne soient pas forcément toutes délivrées. Il arrive quelquefois qu'aucune médaille ne soit attribuée.
Généralement, les artistes peuvent présenter plus d'une œuvre, bien qu'un nombre maximal soit parfois fixé. Cela donne la possibilité aux artistes de gagner plusieurs prix dans la même compétition.
Il a  parfois été suggéré d'inclure la danse, le cinéma, la photographie et le théâtre, mais aucune de ces idées n'a été retenue.

### Architecture

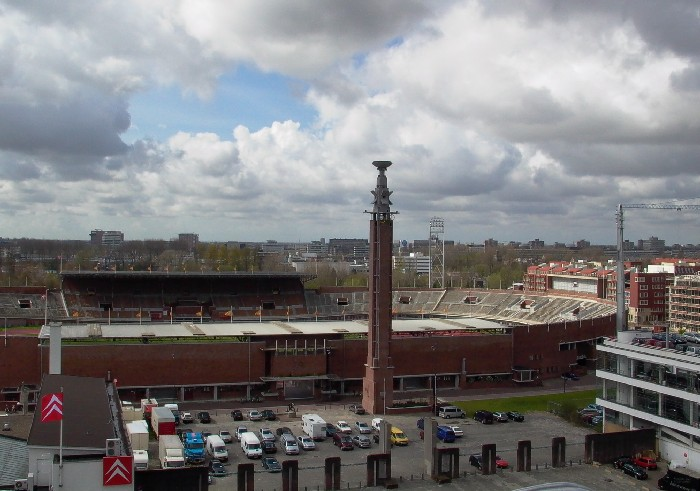
Le Stade olympique de 1928, réalisé par Jan Wils, remporte la médaille d'or en architecture aux Jeux de 1928.

Jusqu'aux Jeux d'Amsterdam en 1928, le concours d'architecture n'est pas divisé en sous-catégories. La compétition de 1928 introduit une nouvelle catégorie : l'urbanisme. Cependant, cette division n'a pas toujours été très claire et certains travaux étaient récompensés en architecture et en urbanisme.
Les travaux présentés pouvaient être conçus avant les Jeux. Parmi les œuvres ayant reçu la médaille d'or, figure le Stade olympique d'Amsterdam de Jan Wils en 1928, celui-ci étant utilisé durant ces mêmes Jeux pour les épreuves sportives.

### Littérature
Les concours de littérature ont parfois été divisés en plusieurs sous-catégories. Jusqu'en 1924 ainsi qu'en 1932, une seule catégorie représente la littérature. En 1928 ainsi qu'en 1948, sont séparées les littératures dramatique, épique et lyrique. En 1936, la littérature dramatique n'est pas au programme.
Les œuvres ont une longueur limitée (20 000 mots) et peuvent être rédigées dans n'importe quelle langue, mais doivent être accompagnées d'une traduction ou d'un résumé en anglais et/ou en français. Ces règles évoluent au fil des éditions.

### Musique
Un événement musical unique se tient jusqu'en 1936, quand trois catégories sont introduites : une pour la musique orchestrale, une autre pour la musique instrumentale et une dernière pour les solos et les chorales. En 1948, ces catégories sont modifiées et réorganisées en deux groupes : chorale/orchestrale d'une part, instrumentale/musique de chambre/musique vocale d'autre part.
Le jury rencontre fréquemment des problèmes pour évaluer les pièces écrites sur papier ; peu de pièces ont ainsi été primées. En deux occasions, il n'a été donné aucun prix : dans la catégorie musicale unique de 1924 et dans la catégorie de musique instrumentale de 1936.
L'édition de 1936 est la seule durant laquelle la musique gagnante est jouée devant un public.
Josef Suk est le seul artiste célèbre à avoir participé aux Jeux, en remportant une médaille d'argent en 1932.

### Peinture
Une seule catégorie de peinture est programmée jusqu'en 1928, quand apparaissent trois catégories : dessin, arts graphiques et peinture. Les catégories changent ensuite à chaque édition des Jeux. En 1932, les catégories sont : peinture, gravure, et aquarelle/dessin. Quatre ans plus tard, la gravure disparaît, remplacée par les arts graphiques et les arts graphiques commerciaux. Lors du dernier concours olympique artistique en 1948, les trois catégories sont : arts appliqués, gravure/eau-forte, et peintures à base d'eau ou d'huile.

### Sculpture
Dès 1928, deux sous-catégories sont créées : une pour les statues et une autre pour les bas-reliefs et les médailles. En 1936, il y a même trois compétitions puisque les bas-reliefs et les médailles sont séparés en deux catégories distinctes.

## Participants
Alors que la majorité des médaillés sont au mieux connus au niveau national, seule une minorité d'entre eux dispose d'une aura internationale. Les membres du jury sont souvent plus connus que les participants, par exemple Selma Lagerlöf et Igor Stravinsky en 1924.

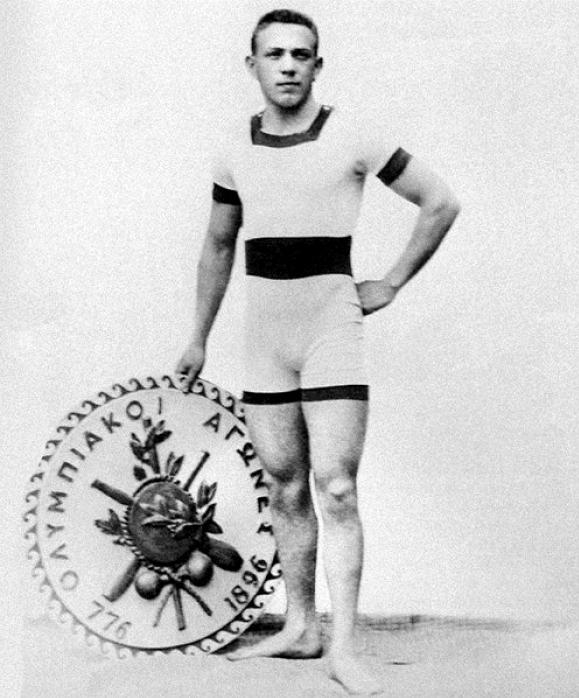
Alfréd Hajós est l'un des deux seuls à avoir gagné des médailles olympiques lors des compétitions sportives et artistiques.

En tenant compte des médailles gagnées, le peintre luxembourgeois Jean Jacoby est celui qui a le plus de succès, avec une médaille d'or en 1924 pour sa peinture Étude de sport, et une autre en 1928 pour son dessin Rugby. L'artiste suisse Alex Diggelmann gagne trois médailles : une en or en 1936 pour son œuvre Arosa I Placard, une d'argent et une de bronze en 1948 en arts appliqués, les deux étant pour des affiches publicitaires. L'écrivain danois Josef Petersen remporte trois médailles de bronze : en 1924, 1932 et 1948.
Seules deux personnes ont remporté des médailles olympiques tant dans les compétitions artistiques que sportives. Walter Winans, un Américain vivant en Angleterre, gagne deux médailles en tir : une d'or aux Jeux de 1908 et une en argent en 1912. De plus, il remporte une médaille d'or pour sa sculpture An American Trotter, également en 1912,. Le Hongrois Alfréd Hajós gagne quant à lui deux médailles d'or aux Jeux de 1896 en natation puis, vingt-huit ans plus tard,, il décroche une médaille d'argent pour le design du stade olympique avec Dezső Lauber.
Deux présidents du Comité international olympique ont aussi participé aux épreuves artistiques. En 1912, Pierre de Coubertin, sous les pseudonymes de Georges Hohrod et Martin Eschbach, présente Ode au sport, qui reçoit une médaille d'or,. Avery Brundage, président du CIO de 1952 à 1972, a d'abord participé en tant qu'athlète aux Jeux de 1912, puis aux concours de littérature en 1932 et 1936.
Le Britannique John Copley, vainqueur d'une médaille d'argent en 1948 dans la catégorie des gravures et eaux-fortes à l'âge de 73 ans, est le médaillé olympique le plus âgé de l'histoire. Côté sportif, le tireur suédois Oscar Swahn détient le record avec sa dernière médaille acquise à l'âge de 72 ans.
Toujours en 1948, l’écrivain finlandaise Aale Tynni reçoit la médaille d’or de littérature lyrique pour son poème La renommée de la Grèce et devient alors la seule femme championne olympique artistique de l’histoire.